# Capelleta de la Mare de Déu de la Cinta
La Capelleta de la Mare de Déu de la Cinta és una obra de la Ràpita a la comarca del Montsià protegida com a Bé Cultural d'Interès Local.

## Descripció
Petita tribuna sobresortint del parament exterior, amb arc rebaixat i marc de fusta a sota la balconada del primer pis. La imatge de guix no té cap valor artístic i representa la verge de la cinta en descens.

## Història
La imatge fou restituïda després de la guerra civil (1936-39). La verge de la cinta gaudeix de gran devoció popular a la zona.